# Лу-Баба
Лу-Баба — правитель (энси) шумерского государства Лагаш в XXII веке до н. э. Правил около года.
| II династия Лагаша    |                                        |                   |
| Предшественник: Какуг | правитель Лагаша ок. XXII век до н. э. | Преемник: Лу-Гула |